# Idrætshal
En idrætshal er en hal, der benyttes til indendørssport. 

## Historie
De første idrætshaller i historien kan dateres over 3000 år tilbage i det antikke Persien. Der var de kendt som Zurkhaneh, som arenaer der opfordrede til fysisk udfoldelse. Gymnasia (i.e., steder til gymnastik) i Tyskland var en gren af fænomenet Turnplatz, et udendørsområde til gymnastik, som blev sat i fokus af læreren Friedrich Jahn og de såkaldte Turner, der var en politisk og gymnastisk bevægelse i det 19. århundrede. Den første indendørs idrætshal i Tyskland var formentlig den i Hesse, der blev bygget i 1852 af Adolph Spiess, som var entusiast indenfor drenge- og pigegymnastik i skolerne.